# 開放麒麟
開放麒麟，是由麒麟软件有限公司等软硬件企业、组织、科研院所等组成的一个开源发行版社区。其首个版本于2022年6月发布，采用5.15版本Linux内核。

## 发行历史
- 2022年7月22日，openKylin 0.7 体验版发布，提供 x86 和 RISC-V 版本[2]。
- 2022年8月25日，openKylin 0.7.5 体验版发布[3]。
- 2022年10月，openkylin 0.9體驗版釋出
- 2023年1月，openKylin 0.9.5版本釋出，支援X86、ARM、RISC-V架構，默认搭载UKUI 4.0桌面环境。
- 2023年7月5日，openKylin 1.0版本釋出，支援X86、ARM、RISC-V架構，默认搭载UKUI 4.0桌面环境。
- 2023年9月22日，openKylin 1.0.1版本釋出，支援X86、ARM、RISC-V架構，默认搭载UKUI 4.0桌面环境。
- 2023年12月21日，openkylin 2.0 alpha版本釋出，支援x86，RISC-V架構，預載UKUI4.10桌面環境。

## 外部連結
- 官方網站（openKylin） （页面存档备份，存于）